# Stiftelsen Isaak Hirschs minne
Stiftelsen Isaak Hirschs Minne, äger och förvaltar fastigheter i Vasastaden och på Kungsholmen i Stockholm. Husen på fastigheterna är byggda under perioden 1914-1935.
Stiftelsen erbjuder hyresbostäder för stockholmare som är äldre än 65 år.
Stiftelsen grundades 1918 efter att Isaak Hirsch i sitt testamente, daterat den 1914, bestämt att den största delen av tillgångarna i boet skulle komma att användas till att “bereda billiga bostäder åt dem, som sett bättre dagar, men ej längre hava råd att bekosta hyran”.